# Julius Kink
Julius Kink (21. dubna 1848 Bregenz – 25. ledna 1909 Vídeň) byl rakouský podnikatel a politik, na přelomu 19. a 20. století poslanec Říšské rady.

## Biografie
Jeho otec Martin Kink byl průmyslníkem, stejně jako strýc Franz Kink. Průmyslovému podnikání se věnoval i bratranec Anton Kink. Další bratranec Rudolf Kink byl právníkem a historikem. Julius vystudoval vysokou technickou školu ve Štýrském Hradci a v vysokou školu technickou v Curychu. Pracoval pak v cementárně v Kufsteinu. Od roku 1875 byl podílníkem v papírenské firmě, kterou založil jeho otec (roku 1908 se proměnila na akciovou společnost). V roce 1872 se podílel na vzniku Svazu rakousko-uherských papírenských průmyslníků a v letech 1888–1904 byl jeho předsedou. Byl členem vedení dolnorakouského živnostenského spolku. Od roku 1885 byl členem dolnorakouské obchodní a živnostenské komory, od roku 1904 jejím prezidentem. V roce 1892 spoluzakládal Ústřední svaz rakouských průmyslníků.
V 90. letech 19. století se zapojil i do celostátní politiky. Ve volbách do Říšské rady roku 1897 získal mandát za kurii obchodních a živnostenských komor, obvod Vídeň. Za týž obvod byl zvolen i ve volbách do Říšské rady roku 1901.Profesně byl k roku 1897 uváděn jako majitel papírenské továrny a člen dolnorakouské obchodní a živnostenské komory. Na Říšské radě se zaměřoval na témata související s podnikáním a průmyslem.
V roce 1907 usedl do Panské sněmovny (jmenovaná horní komora Říšské rady).